# Jizhar Harari
Jizhar Harari (hebr.: יזהר הררי, ang.: Yizhar Harari, ur. 16 lipca 1908 w Jafie, zm. 1 lutego 1978) – izraelski polityk, w latach 1949–1974 poseł do Knesetu początkowo z listy Partii Progresywnej (Izrael).
W wyborach parlamentarnych w 1949 po raz pierwszy dostał się do izraelskiego parlamentu. Zasiadał w Knesetach I, II i III, IV, V, VI i VII kadencji. Do 1961 był posłem Partii Progresywnej, a następnie Partii Liberalnej (1961–1965), Niezależnych Liberałów (1965–1968), Partii Pracy (1965–1969) i Koalicji Pracy (1969–1974).
16 marca 1965 znalazł się w grupie byłych działaczy Partii Progresywnej (Pinchas Rosen, Mosze Kol, Jicchak Golan, Rachel Kohen-Kagan, Beno Kohen, Jehuda Sza’ari), którzy – w sprzeciwie przeciwko planowanemu połączeniu Liberałów z Herutem i stworzeniu Gahalu – opuścili Partię Liberalną tworząc nowe ugrupowanie – Niezależnych Liberałów.